# Džizán
Džizán (arabsky جازان‎; anglicky Jizan, někdy psáno jako Jazan, Gizan nebo Gazan) je přístavní město a hlavní město provincie Džizan, ležící na jihozápadním konci Saúdské Arábie, severně od hranic s Jemenem na pobřeží Rudého moře. Žije zde přibližně 128 tisíc obyvatel. Vzhledem k tomu, že město je hlavním městem provincie, nachází se v něm hlavní provinční letiště a přístav. Tato oblast je známá díky kvalitní produkci tropického ovoce, jako je mango, fíky a papája.

## Ekonomika
Na počátku 20. století byl Džizán hlavním centrem lovu a obchodu s perlami. Po začátku 1. světové války však zdejší obchod výrazně poklesl a přemístil se do města Al Hudaydah.
V provincii Džižan, zejména pak v Džižan Economic City (arabsky مدينة جيزان الاقتصادية‎; anglicky Jazan Economic City), v současnosti probíhají ambiciózní projekty v oblasti dopravy, obnovitelných energetických zdrojů, cestovního ruchu a rozvoje zemědělství za více než 3 miliardy dolarů.

### Džizánská ropná rafinerie
Džizánská ropná rafinerie je megaprojekt ve výstavbě pod vedením arabské ropné společnosti Saudi Aramco. Rafinerie bude zpracovávat těžkou a středně těžkou ropu, přičemž bude zároveň produkovat LPG, síru, asfalt, benzen a paraxylen. Očekává se, že vyprodukuje až 400 000 barelů denně.

## Podnebí
Džizán má horké pouštní podnebí (dle Köppenovy klasifikace podnebí: BWh) s průměrnou roční teplotou přes 30 °C, což je jeden z nejteplejších celoročních průměrů na světě. Denní minima dosahují v průměru kolem 20 °C a maxima kolem 30 °C a to i v nejchladnějším měsíci roku. Je zde vysoká vlhkost vzduchu, v některých měsících v roce je zde však ovzduší vyprahlé, takže počasí je velmi proměnlivé. V oblastech dále od moře jsou docela běžné vykytují i písečné bouře.
Nejvyšší naměřená teplota ve městě byla 46,3 °C a byla zaznamenána 15. září 2006, zatímco nejnižší naměřená teplota byla 5,8 °C a zaznamenána byla 7. února 1993.
| Džizán – podnebí                      | Džizán – podnebí | Džizán – podnebí | Džizán – podnebí | Džizán – podnebí | Džizán – podnebí | Džizán – podnebí | Džizán – podnebí | Džizán – podnebí | Džizán – podnebí | Džizán – podnebí | Džizán – podnebí | Džizán – podnebí | Džizán – podnebí |
| Období                                | leden            | únor             | březen           | duben            | květen           | červen           | červenec         | srpen            | září             | říjen            | listopad         | prosinec         | rok              |
| ------------------------------------- | ---------------- | ---------------- | ---------------- | ---------------- | ---------------- | ---------------- | ---------------- | ---------------- | ---------------- | ---------------- | ---------------- | ---------------- | ---------------- |
| Nejvyšší teplota [°C]                 | 34               | 34,9             | 38,1             | 41,1             | 44               | 42,7             | 42,3             | 45,3             | 46,3             | 43               | 42,3             | 38               | 46,3             |
| Průměrné denní maximum [°C]           | 30,8             | 31,2             | 33               | 35,5             | 37,4             | 38,4             | 38,3             | 38,1             | 38               | 36,7             | 34,4             | 31,9             | 35,3             |
| Průměrná teplota [°C]                 | 26,1             | 26,7             | 28,2             | 30,5             | 32,2             | 33,5             | 33,6             | 33,2             | 33               | 31,3             | 29,2             | 26,9             | 30,4             |
| Průměrné denní minimum [°C]           | 21,6             | 22,6             | 24,1             | 26,1             | 27,8             | 29,6             | 23               | 30,1             | 29,6             | 26,4             | 24,6             | 22,6             | 26,2             |
| Nejnižší teplota [°C]                 | 14,9             | 5,8              | 16,3             | 18,8             | 19,1             | 23               | 21               | 19               | 20               | 20,3             | 18,3             | 17               | 5,8              |
| Průměrné srážky [mm]                  | 13,4             | 3,7              | 5,7              | 14,6             | 7,4              | 0,9              | 10,5             | 26,2             | 10,1             | 18,5             | 12,8             | 15,9             | 139,7            |
| Zdroj: Jeddah Regional Climate Center |                  |                  |                  |                  |                  |                  |                  |                  |                  |                  |                  |                  |                  |

| Období       | leden | únor | březen | duben | květen | červen | červenec | srpen | září | říjen | listopad | prosinec | rok  |
| ------------ | ----- | ---- | ------ | ----- | ------ | ------ | -------- | ----- | ---- | ----- | -------- | -------- | ---- |
| Teplota [°C] | 26,8  | 26,6 | 27,6   | 28,9  | 30,7   | 31,9   | 31,5     | 31,6  | 32,0 | 32,0  | 30,5     | 28,7     | 29,1 |